# Isonychia khyberensis
Isonychia khyberensis is een haft uit de familie Isonychiidae. De wetenschappelijke naam van de soort is voor het eerst geldig gepubliceerd in 1970 door Ali.
De soort komt voor in het Palearctisch gebied.